# Black Bear River
Der Black Bear River (englisch für „Schwarzbärenfluss“) ist ein etwa 54 km langer Zufluss der Labradorsee im südlichen Osten von Labrador in der kanadischen Provinz Neufundland und Labrador.

## Flusslauf
Der Black Bear River entspringt in einem Hügelland im Landesinneren auf einer Höhe von etwa 180 m. Von dort strömt er in überwiegend östlicher Richtung zum Meer. Zwischen den Flusskilometern 19 und 12 durchfließt er den 7,7 km langen Black Bear River Pond. Schließlich erreicht er das Kopfende der Black Bear Bay, einer 9 km tiefen Bucht an der östlichen Labradorküste. Der Black Bear River entwässert ein Areal von 645 km². Im Einzugsgebiet des Black Bear River wachsen hauptsächlich Schwarz-Fichten. Das Einzugsgebiet grenzt im Nordwesten an das des Sand Hill River sowie im Südwesten an das des Hawke River.

## Flussfauna
Im Black Bear River kommt der Atlantische Lachs und der Bachsaibling vor. Der Lachsbestand im Flusssystem gilt als „nicht gefährdet“. Es finden sich keine unüberwindbaren Hindernisse für Wanderfische am Flusslauf. Weitere Fischarten, die vermutlich im Black Bear River vorkommen, sind: Dreistachliger und Neunstachliger Stichling sowie Amerikanischer Aal und die Saugkarpfen-Art Catostomus commersonii (White sucker). 